# Diskverden
Diskverden (engelsk Discworld) er navnet på en serie fantasy-romaner på 40 bind (5 er udgivet på dansk) skrevet af Terry Pratchett. De foregår alle i den verden, som serien er opkaldt efter. Verdenen hedder "Diskverden" fordi den er flad og cirkelrund, og den ligger på ryggen af fire kæmpestore elefanter, der igen står på en gigantisk skildpadde, der bevæger sig gennem universet. Terry Pratchett har for sine romaner bl.a. været på The Sunday Times bestseller listen. Diskverden var den best sælgende bogserie i Storbritannien i 90'erne, hvor den vandt Prometheus Award og Carnegie Medal. Der er udkommet to tv-serier over romanerne, den ene over bog seks der på engelsk er navngivet Wyrd Sisters og den anden Soul Music der blev delt op i syv afsnit på hver 24 min.
Humoren i bøgerne bygger i høj grad på ordspil, hvilket kan ses af titlerne nedenfor. Problemet med at oversætte en sådan humor ses også. Selvom bøgerne foregår i et parodieret fantasy-univers, har Terry Pratchett formået både at flette mange filosofiske betragtninger og samfundskritik ind i historierne. Hans behandling af naturvidenskab er også usædvanlig solid i forhold til fantasy-genren, en del af parodien går netop på modsætningsforholdet mellem de naturvidenskabelige regler i Diskverdenen, og den mere virkelige naturvidenskab i vores verden. Hans figurer er let genkendelige karikerede typer, som alligevel udviser en overraskende dybde og indsigt tro mod hver deres individuelle synspunkt. Det er muligvis disse egenskaber der har givet serien en fanskare der ligger udover genren.
Mange af disse figurer går igen, og selv om der findes enkelte bøger "afskåret" fra resten af serien (med undtagelse af byen Ankh Morpork og Døden, der forekommer i dem alle) er de andre bøger kontinuerte fortsættelser af forskellige personers eventyr. Disse omfatter:
Rincewind-bøgerne (Dansk: Vindekåbe), om den uduelige troldmand Rincewind, der tilbringer det meste af tiden på flugt i eksotiske steder.
Night Watch-bøgerne, om Kaptajn (senere kommandør og hertug) Vimes og hans tapre, brogede skare af underordnede, der desperat forsøger at bekæmpe kriminalitet (og monarki) i Ankh Morpork. I den første af disse bøger, "Guards! Guards!" benytter Terry Pratchett sig af et lille trick, bogen er faktisk en fin parafrase over den amerikanske forfatter Ed McBains "Station 87" romaner.
Heksebøgerne, om overheksen Granny Weatherwax (Dansk: Bedste Vejrlig) og hendes slæng af "søstre" som ofte sætter sig for at løse et problem i eventyrlandet Lancre. I "Wyrd Sisters" skriver Pratchett igen en parafrase, her over William Shakespeares mere kendte skuespil, Macbeth. Også i senere værker, som fx "Masquerade" dukker der hentydninger op til velkendte værker som operaer og operetter. I "Lords and Ladies" benytter Pratchett sig igen af Shakespeares skuespil.
I "Witches Abroad" er det flere andre velkendte eventyr, der holder for, herunder adskillige af Brødrene Grimm, ligesom der er henvisninger til bl.a. "Troldmanden fra Oz".
Og endelig Døden-bøgerne, der omhandler Diskverdenens vistnok mest populære figur: manden med leen, der er uendelig fascineret af livet, og kun kan tale med store bogstaver. Disse bøger omhandler oftest eksistentialisme.
Desuden har Terry Pratchett sammen med Ian Stewart og Jack Cohen udgivet foreløbig 3 populærvidenskabelige værker: "The Science of Discworld". Den første handler om vores univers' skabelse (med venlig bistand fra troldmændene på "Unseen University") og livets udvikling på jorden. Den næste handler om mennesket, "pan narrans", den fortællende abe, om myter og bevidsthed. Den sidste, "Darwins Watch", handler om evolution og har drøje hug til kreationismen og "intelligent design".
Pratchett har (udgivet på dansk) desuden skrevet Tæppefolket (eng. The Carpet People), Gnomernes flugt I-III (eng. Truckers, Diggers, og: Wings) og Johnny Maxwwell-trilogien. Heraf findes de første på dansk: Johnny og de døde og Johnny og bomben-Only You Can Save Mankind er aldrig udgivet på dansk.
Pratchett havde siden 1983 skrevet 37 romaner i Diskverden-serien, og Borgens Forlag er begyndt at udgive danske oversættelser. Foreløbig findes:
- Magiens Farve (The Colour of Magic) Tidligere udgivet med titlen "Når magien bliver for broget"
- Det Fantastiske Lys (The Light Fantastic)
- Den Ottende Datter (Equal Rites) Tidligere udgivet med titlen "Heksekunst og højere magi"
- Dødens Lærling (Mort)
- Megamagikeren (Sourcery)

Siden 2003 havde Terry Pratchett desuden skrevet en række børne- og ungdomsbøger, der ligeledes foregår på Diskverden.
Først og fremmest serien om den unge Tiffany Aching, der udforsker sine medfødte evner og træder i lære som heks. Bedste Vejrlig fra "moderserien" optræder i disse som en central bifigur. Af disse er indtil nu tre udgivet på dansk:
- De små blå mænd (The Wee Free Men)
- En hat fuld af himmel (A Hat Full of Sky)
- Vintersmeden (Wintersmith)
- I Shall Wear Midnight og The Shepherd's Crown er endnu ikke oversat til dansk.

Desuden findes
- Mageløse Maurice og hans rådsnare rotter (The Amazing Maurice and his Educated Rodents) En "Rotterne fra Hamlen" i en ny version. Maurice er en kat, og sammen med "The boy" og de intelligente rotter rejser de fra by til by. Indtil...